# 张振煊
张振煊（1984年2月2日—），原名张振寰，是中国大陆男演员，主持人，业余歌手。前新加坡新传媒新艺经纪合约艺人。2006年客串新传媒电视剧《蓝色仙人掌》在结局出现。2008年，参加新传媒U频道主办的选秀节目《唯我独尊》获得亚军，也得到新传媒一纸合约，便正式出道。曾经也是新传媒八公子之一。2018年约满便返回中国发展，现为星河文化经纪有限公司旗下艺人。

## 婚姻
2020年11月27日，張振煊突然宣布與前女友潘思臣結婚，並且女方已懷孕。2020年12月27日，張振煊於社交媒體宣布兒子早已出生了，名為張高銘，Miro。次年6月1日（六一兒童節），張振煊宣布妻子再度懷孕，並於同年9月產下一名女兒，張語奚，乳名為暖暖，英文名為Crystal。潘思臣曾表示希望孩子能到新加坡唸書，但因疫情而選擇留在上海。

## 演艺经历

### 出道前
2006年，客串新傳媒8頻道电视剧《蓝色仙人掌》饰演浩南。

### 2008年：正式出道
2008年，参加新传媒U频道选秀《唯我独尊》获得亚军。参演新傳媒8頻道电视剧《未来不是梦》饰演胡远景。

### 2009年至2010年
2009年，参演新傳媒8頻道电视剧《当我们同在一起》饰演姚无忌，新传媒8频道电视剧《双子星》饰演方宋青。同年，在第15届红星大奖提名最佳新人獎。
2010年，参演新傳媒8頻道电视剧《查某人》饰演高翔，新传媒8频道电视剧《红白囍事》饰演李子扬。

### 2011年至2013年：出演多部電視劇
2011年，参演新傳媒8頻道电视剧《行医》饰演郭建中，新传媒8频道电视剧《阿娣》饰演傅双杰，新传媒8频道和NTV7合拍的电视剧《乐在双城 》饰演殷正凯，新加坡电影《大世界》饰演阿良。
2012年，参演新传媒U频道电视剧《跳浪》饰演徐德乐，新传媒8频道电视剧《糊里糊涂爱上它》饰演巫子康。
2013年，参演新傳媒8頻道电视剧《骤变》饰演孙达伦，新传媒U频道电视剧《创！》饰演孙佳杰（孙少），新傳媒8頻道电视剧《曙光》饰演叶志斌。

### 2014年至2017年
2014年，参演新傳媒8頻道电视剧《118》李承锋，新传媒8频道电视剧《逆潮》饰演卓定康，新传媒8频道电视剧《球在你脚下》饰演高过天。
2015年，参演新传媒8频道电视剧《志在四方II》饰演陈光，新传媒8频道电视剧《吻我吧，住家男》饰演郑丹乐，新传媒8频道电视剧《信约：我们的家园》饰演严义生，新传媒8频道电视剧《百岁大吉》饰演林世君。
2016年，参演新傳媒8頻道电视剧《大英雄》饰演George Pu (乔治)，新传媒8频道电视剧《绝世好工饰演张立行。
2017年，参演新傳媒8頻道电视剧《Z世代》饰演汤一伟，新传媒8频道电视剧《相信我》饰演沈明仁，新传媒8频道电视剧《法网天后》饰演连安生，新传媒8频道电视剧《 回家》饰演苏东博。

### 2018年至2022年：约满返回中国发展、改名
2018年，参演新傳媒8頻道电视剧《不平凡的平凡》饰演洪多多。约满返回中国发展。
2020年，参演新传媒Toggle网络剧《我是女官》饰演叶建东。宣布改名为张振煊。

## 音乐作品

### 新传媒新年合辑
| 发行年份 | 专辑名称                                 | 歌曲名称         | 合作艺人 | 备注 |
| 2009年   | 新传媒农历新年《群星贺岁福牛迎瑞年》     | 贺新年           | 陈邦鋆、杨伟烈、袁帅 | 合辑 |
| 2010年   | 新传媒农历新年《群星贺岁金虎迎富贵》     | 万事如意庆虎年   | 欧萱、戴向宇、黄俊雄、郭蕙雯、周颖 | 合辑 |
| 2013年   | 新传媒农历新年《群星贺岁金蛇献祥和》     | 圆满吉祥癸巳年   | 陈汉玮、郭舒贤、钟琴、郑各评、姚文龙、郑惠玉、郑斌辉、庞蕾馨、徐鸣杰、袁帅、雅慧、陈欣淇、陈泂江、蔡琦慧、陈罗密欧、陈天文、黄炯耀、周初明、黄文永、刘谦益、林佩芬、陈艾薇、萧嘉蕙、宋怡霏、潘玲玲、向云、陈丽贞、林有懿、琪琪、赵全胤、董素华 | 合辑 |
| 2013年   | 新传媒农历新年《群星贺岁金蛇献祥和》     | 瑞蛇同欢这一天   | 庞蕾馨、雅慧、徐鸣杰、袁帅 | 合辑 |
| 2015年   | 新传媒农历新年《群星贺岁金羊添吉祥》     | 嘻嘻哈哈同过新年 | 新传媒八公子 - 陈泂江、陈罗密欧、徐鸣杰、徐彬、方伟杰、包勋评、冯伟忠 | 合辑 |
| 2016年   | 新传媒农历新年《群星贺岁金猴添喜庆》     | 辞旧迎新福满人间 | 陈汉玮、郑惠玉、黄碧仁、张振寰、陈罗密欧、陈欣淇 | 合辑 |
| 2017年   | 新传媒农历新年《群星贺岁咕鸡咕鸡庆丰年》 | 拜年             | 陈澍城、洪慧芳、方展发、曾诗梅、洪凌 | 合辑 |

## 影视作品

### 电视剧
| 年份   | 频道              | 剧名             | 角色             | 性质                |
| 2006年 | 新傳媒8頻道       | 蓝色仙人掌       | 浩南             | 客串                |
| 2008年 | 新傳媒8頻道       | 未来不是梦       | 胡远景           | 次要角              |
| 2009年 | 新傳媒8頻道       | 当我们同在一起   | 姚无忌           | 男配角              |
| 2009年 | 新傳媒8頻道       | 双子星           | 方宋青           | 男配角              |
| 2010年 | 新傳媒8頻道       | 查某人           | 高翔             | 男配角              |
| 2010年 | 新傳媒8頻道       | 红白囍事         | 李子扬           | 男配角              |
| 2011年 | 新傳媒8頻道       | 行医             | 郭建中           | 男配角              |
| 2011年 | 新傳媒8頻道       | 阿娣             | 傅双杰           | 男配角              |
| 2011年 | 新传媒8频道、NTV7 | 乐在双城         | 殷正凯           | 男配角              |
| 2012年 | 新传媒U频道       | 跳浪             | 徐德乐           | 第一男主角          |
| 2012年 | 新传媒8频道       | 糊里糊涂爱上它   | 巫子康           | 男配角              |
| 2013年 | 新傳媒8頻道       | 骤变             | 孙达伦           | 男配角              |
| 2013年 | 新传媒U频道       | 创！             | 孙佳杰/孙少      | 男配角              |
| 2013年 | 新傳媒8頻道       | 曙光             | 叶志斌           | 男配角              |
| 2014年 | 新傳媒8頻道       | 118              | 李承锋           | 男配角              |
| 2014年 | 新傳媒8頻道       | 逆潮             | 卓定康           | 男配角              |
| 2014年 | 新傳媒8頻道       | 球在你脚下       | 高过天           | 男配角              |
| 2015年 | 新傳媒8頻道       | 志在四方II       | 陈光             | 男配角              |
| 2015年 | 新傳媒8頻道       | 吻我吧，住家男   | 郑丹乐           | 第二男主角          |
| 2015年 | 新傳媒8頻道       | 信約：我們的家園 | 严义生           | 男配角              |
| 2015年 | 新傳媒8頻道       | 百岁大吉         | 林世君           | 第一男主角          |
| 2016年 | 新傳媒8頻道       | 大英雄           | George Pu (乔治) | 特别演出(第6集出现) |
| 2016年 | 新傳媒8頻道       | 绝世好工         | 张立行           | 第二男主角          |
| 2017年 | 新傳媒8頻道       | Z世代            | 汤一伟           | 第一男主角          |
| 2017年 | 新傳媒8頻道       | 相信我           | 沈明仁           | 第一男主角          |
| 2017年 | 新傳媒8頻道       | 法网天后         | 连安生           | 第一男主角          |
| 2017年 | 新傳媒8頻道       | 回家             | 苏东博           | 第一男主角          |
| 2018年 | 新傳媒8頻道       | 不平凡的平凡     | 洪多多           | 男配角              |
| 2021年 | 新傳媒8頻道       | 邻里帮           | 李康仁           | 客串                |

### 网络剧
| 年份   | 频道         | 剧名     | 角色   | 性质   |
| 2020年 | 新传媒Toggle | 我是女官 | 叶建东 | 男主角 |

### 电影
| 年份   | 名称   | 角色 | 地区   | 性质   |
| 2011年 | 大世界 | 阿良 | 新加坡 | 男配角 |

### 节目
| 年份   | 频道        | 节目名称 | 期数 | 性质 | 备注     |
| 2008年 | 新传媒U频道 | 绿设兵团 | 全集 | 主持 | 电视节目 |

## 荣誉及奖项
| 年份   | 届次               | 奖项               | 作品           | 角色   | 地区   | 结果 |
| 2009年 | 第15届红星大奖     | 最佳新人奖         | 不適用         | 不適用 | 新加坡 | 提名 |
| 2010年 | 第16届红星大奖     | 最佳男配角         | 当我们同在一起 | 姚无忌 | 新加坡 | 提名 |
| 2010年 | 第15届亚洲电视大奖 | 最佳男配角         | 当我们同在一起 | 姚无忌 | 新加坡 | 提名 |
| 2014年 | 第20届红星大奖     | 最佳男配角         | 曙光           | 叶志斌 | 新加坡 | 提名 |
| 2014年 | 第20届红星大奖     | 十大最受欢迎男艺人 | 不適用         | 不適用 | 新加坡 | 獲獎 |
| 2015年 | 第21届红星大奖     | 最佳男配角         | 逆潮           | 卓定康 | 新加坡 | 提名 |
| 2016年 | 第22届红星大奖     | 最佳男配角         | 志在四方II     | 陈光   | 新加坡 | 獲獎 |
| 2016年 | 第22届红星大奖     | 最受欢迎男艺人     | 不適用         | 不適用 | 新加坡 | 獲獎 |
| 2016年 | 第22届红星大奖     | 最喜爱男角色       | 问我吧！住家男 | 郑丹乐 | 新加坡 | 提名 |
| 2016年 | Fame(名人奖)       | 最佳男主角         | 问我吧！住家男 | 郑丹乐 | 新加坡 | 提名 |
| 2017年 | 第23届红星大奖     | Bioskin 健康秀发奖 | 不適用         | 不適用 | 新加坡 | 獲獎 |
| 2017年 | 第23届红星大奖     | 最佳男主角         | 绝世好工       | 张立行 | 新加坡 | 提名 |
| 2017年 | 第23届红星大奖     | 最受欢迎男艺人     | 不適用         | 不適用 | 新加坡 | 獲獎 |
| 2018年 | 第24届红星大奖     | 最佳男主角         | 回家           | 苏东博 | 新加坡 | 提名 |